# Dianthus seidlitzii
Dianthus seidlitzii är en nejlikväxtart som beskrevs av Pierre Edmond Boissier. Dianthus seidlitzii ingår i släktet nejlikor, och familjen nejlikväxter. Inga underarter finns listade i Catalogue of Life.